# Nelson Lucas
Nelson Lucas (* 30. Juni 1979) ist ein ehemaliger Sprinter der Seychellen.
Bei den Olympischen Sommerspielen 2000 in Sydney lief er im 100-Meter-Lauf der Männer im elften Qualifikationslauf mit einer Zeit von 11,15 Sekunden auf den neunten Platz und kam nicht ins Halbfinale. Lucas war Mitglied der 4-mal-100-Meter-Staffel, die bei den Indian Ocean Island Games 1998 in Saint-Paul, Réunion, den nationalen Rekord der Seychellen aufstellte.